# Camp Owens
Camp Owens – obszar niemunicypalny w Kern County, w Kalifornii (Stany Zjednoczone), na wysokości 822 m.